# Olavo Redig de Campos
 Olavo Redig de Campos  (1906 - 1984) foi um arquiteto brasileiro, considerado um importante representante da arquitetura moderna no país.

## Formação
Filho de diplomata, nasceu no Rio de Janeiro, mas viveu na Europa durante a infância com seus irmãos Deoclecio Redig de Campos, Armando Redig de Campos e Hortência Redig de Campos. Formou-se em arquitetura na Universidade de Roma, por onde também haviam passado Gregori Warchavchik e Rino Levi. 

## Obra

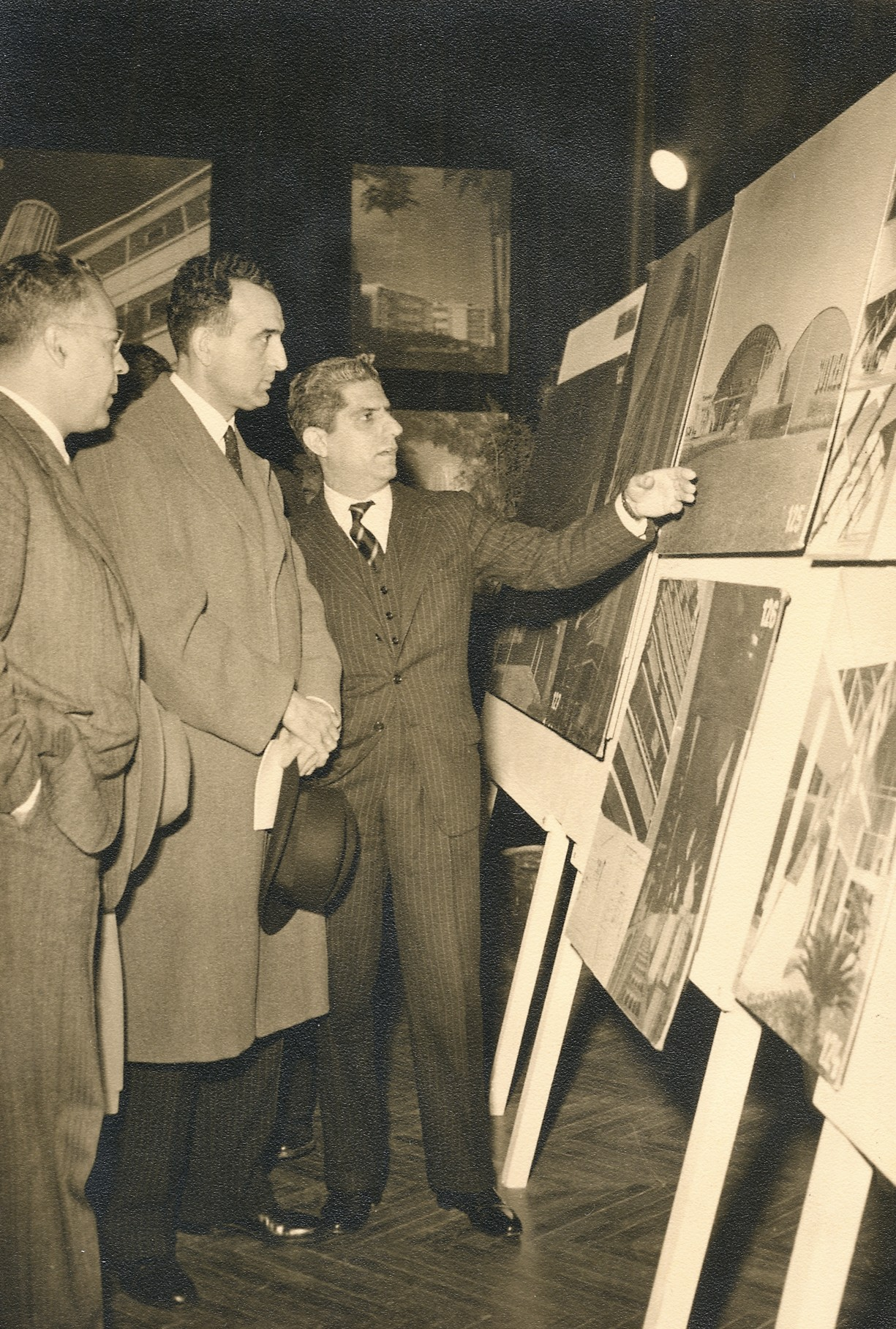
O representante do governo brasileiro (Olavo Redig de Campos) esclarecendo ao Ministro da Educação da Espanha (Joaquim Luiz Ximenes) sobre o prédio da SOTREC de MMM. No canto esquerdo, o Diretor Geral de Arquitetura da Espanha, Francisco Prieto Moreno. Madrid, 1954.

Olavo Redig retornou ao Brasil em 1931, assumindo, em 1946, a chefia do Serviço de Conservação do Patrimônio do Itamaraty. Neste cargo, que ocupou por cerca de 30 anos, coordenou, dentre outros, os projetos das chancelarias brasileiras de Washington, Lima e Buenos Aires, das residências diplomáticas de Beirute e Dacar, do Centro Cívico de Curitiba, da Assembléia Legislativa do Paraná e do Monumento Votivo Militar de Pistóia, em memória da Força Expedicionária Brasileira.
Além de uma série de outras moradias urbanas e rurais, Olavo Redig projetou a casa de campo de Geraldo Baptista e a residência da família Moreira Salles no Rio de Janeiro, que hoje abriga o centro cultural do IMS - Instituto Moreira Salles naquela cidade.